# De draak van Moerdal
De draak van Moerdal is het negende album van de Rode Ridder reeks, het is geschreven door Willy Vandersteen en getekend door Karel Verschuere.

## Het verhaal
Het verhaal begint in het stadje Moerdal, waar Johan zijn geldzak goed gevuld heeft na zijn overwinning op een steekspel in een naburige stad.
Hij neemt zijn intrek in een herberg. Daar proberen een paar boeren twee gasten, Ivar en Gwenda, te bedreigen. Johan neemt het op voor hen en na optreden van enkele soldeniers nemen de boeren ijlings de vlucht.
Hij begint een gesprek met Ivar en Gwenda. Die vertellen hem een legende over een draak die in het moeras zou leven. Johan verlaat de herberg maar wordt hij door de boeren in een hinderlaag gelokt. Hij kan ze echter kalmeren, en verneemt dat er geruchten de ronde doen over de draak. Hij besluit om de stad Moerdal eens te verkennen. Ondertussen worden hier Wanda, de heks en haar zoon Koenraad verjaagd door de inwoners.
Wanda wordt beschuldigd de draak tegen de bewoners te hebben opgestoken. Johan neemt het nog eens op voor de onderdrukten en hij houdt de soldeniers tegen, terwijl Wanda en Koenraad de vlucht nemen.
Daarna verschijnen echter zwarte kruisen op bepaalde deuren van verschillende boeren. Verschrikt door deze vreesaanjagende selectie nemen ze hun hebben en houden en betreden de burcht van de graaf. In ruil voor een tiende van hun oogst en een bepaalde geldsom, wordt hen bescherming beloofd. Johan vindt dit absurd. De graaf neemt het hem kwalijk en zendt zijn soldeniers achter Johan aan.
Johan redt Koenraad tijdens zijn achtervolging. Hij wordt uitgenodigd voor Koenraad te vergezellen in zijn woning. Hier maakt hij kennis met Wanda en met Pluimstaart, een eekhoorn en trouwens de beste en trouwste vriend van Koenraad. De volgende dag gaan Koenraad en Johan op onderzoek uit in het moeras. Daar bemerken ze de draak. Johans paard struikelt echter door onopgemerkte ijzeren drietanden in het hoge gras en ze beslissen om terug te gaan.
Koenraad keert echter terug naar het moeras en wordt gevangengenomen door soldeniers. Ze boeien hem en sluiten hem op in de kerkers van de burcht. Johan verneemt dit door een kleine boodschap van Pluimstaart en gaat Koen gaan bevrijden. Hij ziet een schim tussen de bomen in vluchten. Die valt echter op een eg en de schim blijkt Gwenda te zijn. Johan bemerkt een zandgroeve, waar de vermeende 'draak' ligt. Deze 'draak' is gemaakt van stof en blijkt een vals plan te zijn van Ivar en Gwenda. Zij kregen geld van de graaf om de bewoners bang te maken. Hierdoor zouden ze naar de burcht van de graaf verhuizen en daardoor zou de graaf rijker en rijker worden. Ivar wordt gedood in een gevecht met de rode ridder.
Ook verslaat hij de graaf, die een dodelijke val maakt als hij van een trap valt. Wanda en Koenraad worden onthaald als helden in de stad. Hierna gaat Johan terug op nieuwe avonturen.

## Achtergronden bij het verhaal
De Koenraad uit deze strip is een verwijzing naar de Koenraad uit de gelijknamige boekenreeks.